# Miron III de Cerdagne
Miron III de Cerdagne, ou Miron II de Besalú, né vers 920 et mort en 984 à Gérone, est un comte de Cerdagne, de Conflent et de Besalú. Il fut aussi évêque de Gérone. Il est connu en catalan sous le nom de  Miró Bonfill.

## Biographie
Miron III est le fils de Miron II de Cerdagne et d'Ava de Cerdagne (en). Il est le frère de Sunifred II de Cerdagne, de Guifred II de Besalú et d'Oliba Cabreta.